# بيل بريتون
بيل بريتون هو لاعب كرة القدم الكندية كندي، ولد في 15 ديسمبر 1934 في كيركلاند ليك في كندا، وتوفي في 6 فبراير 2017 في كالغاري في كندا.

## وصلات خارجية
- بيل بريتون على موقع JustSportsStats.com (الإنجليزية)